# 나미비아의 국장

나미비아의 국장

나미비아의 국장은 1990년에 제정되었다. 국장 가운데에는 나미비아의 국기 문양의 방패가 그려져 있으며 방패 위쪽에는 아프리카바다수리가 그려져 있다.
방패 양쪽에는 오릭스, 그 중에서도 겜스복이 그려져 있으며 방패 아래쪽에는 백세란이 그려져 있다. 오릭스는 용기, 우아함, 긍지를, 백세란은 생존과 불굴의 정신을 의미한다. 국장 아래쪽에 있는 리본에는 나미비아의 나라 표어인 "단결, 자유, 정의"("Unity, Liberty, Justice")가 영어로 쓰여져 있다.